# Boresse-et-Martron
Boresse-et-Martron é uma comuna francesa localizada no departamento de Charente-Maritime na região de Nova Aquitânia, no sudoeste da França.